# Dial M for Murder
Dial M for Murder (bra: Disque M para Matar; prt: Chamada para a Morte) é um filme estadunidense de 1954, dos gêneros suspense e crime, dirigido por Alfred Hitchcock.
Foi o terceiro filme a cores do Hitchcock, e o primeiro filme do diretor estrelado por Grace Kelly, Dial M for Murder teve duas refilmagens. Uma para a televisão, em 1981, com o mesmo título, e outra em 1998, intitulada A Perfect Murder, dirigido por Andrew Davis, com Michael Douglas, Gwyneth Paltrow e Viggo Mortensen nos principais papéis.

## Sinopse
O ex tenista, Tony Wendice (Ray Milland), descobre que sua noiva, Margot (Grace Kelly) está sendo infiel. Com a chegada do amante dela, Mark Halliday (Robert Cummings), Tony elabora um plano de matar sua esposa, mas, para isso, ele chantageia Charles Alexander (Anthony Dawson) um antigo amigo para que este mate sua esposa e ele possa ficar com a herança. Mas, Margot mata Charles em defesa própria, e tudo dá errado, e Tony bola um plano B que levará Margot a prisão.

## Elenco principal
- Ray Milland .... Tony Wendice

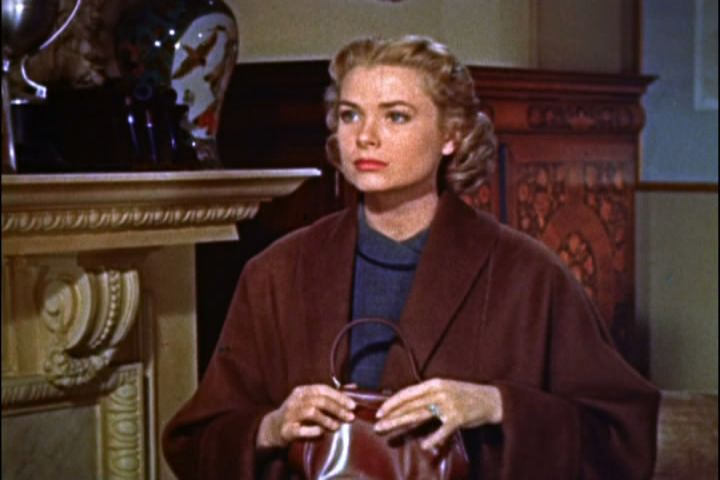
Grace Kelly em cena do trailer do filme

- Grace Kelly .... Margot Mary Wendice
- Robert Cummings .... Mark Halliday
- John Williams .... inspetor chefe Hubbard
- Anthony Dawson .... Charles Alexander Swann
- Patrick Allen .... detetive Pearson
- George Leigh .... detetive Williams
- Harold Miller	... Membro do clube (não-creditado)

## Prêmios e indicações
BAFTA 1955 (Reino Unido)
- Indicado na categoria de melhor atriz estrangeira (Grace Kelly).

New York Film Critics Circle Awards 1954 (EUA)
- Venceu na categoria de melhor atriz (Grace Kelly).

National Board of Review 1954 (EUA)
- Venceu na categoria de melhor atriz (Grace Kelly) e melhor ator coadjuvante (John Williams).